# 布吕努瓦
布吕努瓦（法語：Brunoy，法語發音：[bʁynwa] ⓘ），法国中北部城市，法兰西岛大区埃松省的一个市镇，隶属于埃夫里区，其市镇面积为6.62平方公里，2022年1月1日时人口数量为25,792人，在法国城市中排名第355位。
布吕努瓦位于埃松省东北部，耶尔河畔，距离巴黎市中心大约29公里，是巴黎的一个卫星城，法兰西岛大区快铁D线经过布吕努瓦。

## 地名来源
“Brunoy”一名最初于公元633年以“Braunate”的形式被记载，该名称的来源及含义尚存在争议，根据法国地名学家格扎维埃·德拉马尔的论述，该名称可能转写自高卢语“Brāuoniācon”，出自人名“Brāvonios”或意为“磨坊”。

## 历史

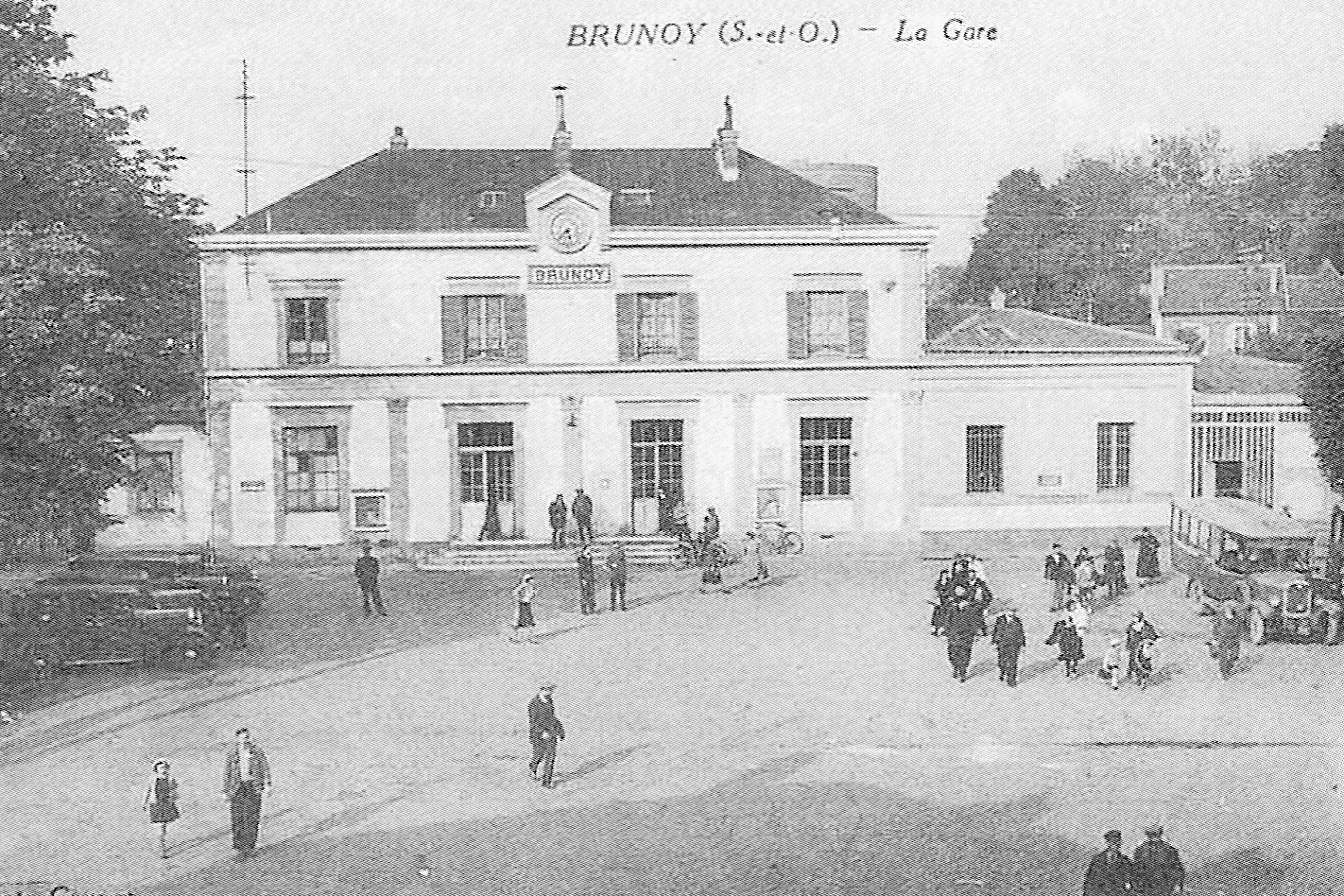
20世纪初的布吕努瓦火车站

根据当地官方网站的论述，布吕努瓦东北部的拉萨布利耶尔街区（La Sablière）可能在新石器时期有聚落存在。古典时期，罗马人在此修建了一处小教堂。中世纪初期，布吕努瓦为法兰克王国的皇家领地。中世纪中期，布吕努瓦家族遭遇多次分裂。中世纪末期，布吕努瓦建成了军事防御工事及城墙。公元18世纪时，路易十四的财政大臣让·帕里斯·德蒙马泰尔购得布吕努瓦城堡，他邀请建筑师让-芒萨尔·德茹伊参与规划，后者将城堡扩建，并在城堡附近建成大型花园。该城堡于1774年被路易十八继承，他将该城堡作为其主要的宅邸，并在此开辟卡拉宾骑兵的练兵场。法国大革命后，布吕努瓦成为塞纳-瓦兹省的一个市镇。工业革命期间，途径布吕努瓦的巴黎－马赛铁路建成通车，当地城市有所扩张。1964年，塞纳-瓦兹省撤销，布吕努瓦被划入新成立的埃松省。

## 地理

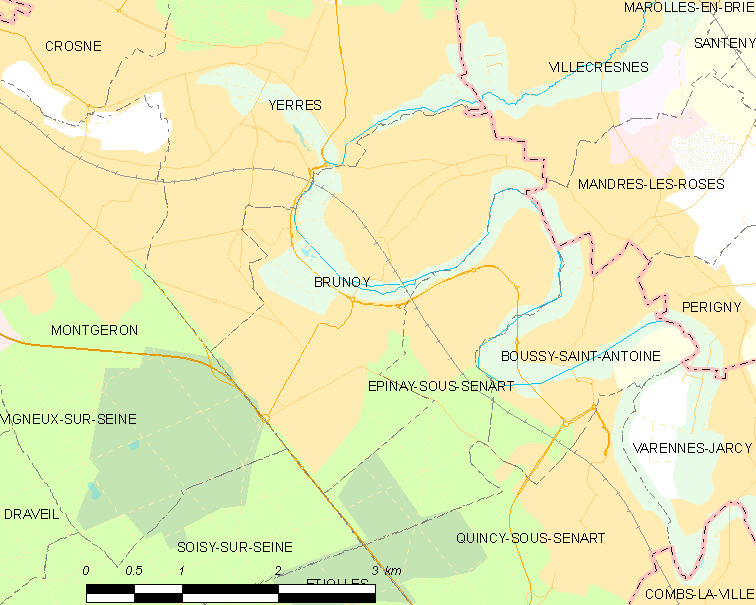
布吕努瓦市镇范围地图

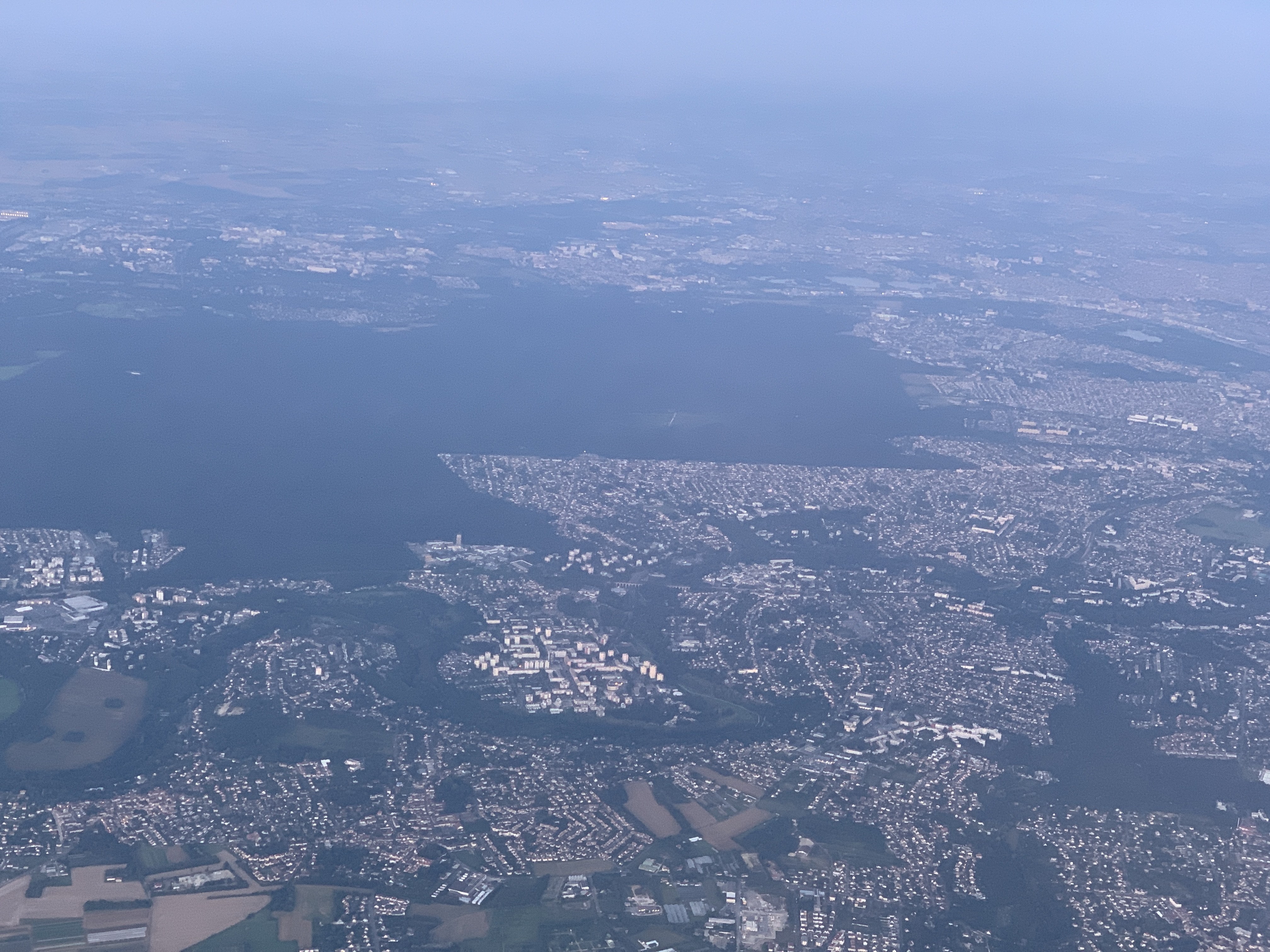
航拍布吕努瓦及耶尔河谷地区

布吕努瓦位于法国中北部，法兰西岛大区中部和埃松省东北部，距离省会埃夫里-库尔库罗讷大约18公里。与布吕努瓦接壤的市镇包括：维勒克雷讷、埃皮奈苏塞纳尔、蒙热龙、塞纳河畔苏瓦西、耶尔、芒德尔莱罗斯。

### 地形
布吕努瓦位于塞纳河谷右岸的一处缓丘地带，境内以平原和缓丘为主，市镇中心地势较为平坦，全境海拔在37到94米之间。

### 水文
布吕努瓦位于塞纳河流域范围内，耶尔河自东南向西北蜿蜒流经镇中心，该河在布吕努瓦段的一处河心岛即以市镇名命名为“Île de Brunoy”。

### 植被
布吕努瓦属于温带阔叶混交林区，市区内的主要绿地公园包括雷加特和邦斯蒂阿德公园（Parc de Reigate & Banstead）、艺术宫公园（Parc de la Maison des arts）等，均常年免费向公众开放；林地则广泛分布于河流附近。
在鲜花城市的评比中，布吕努瓦被评为2星级鲜花城市。

### 气候
布吕努瓦在柯本气候分类法中属于温带海洋性气候。
距离布吕努瓦最近的常年气象站位于芒德尔莱罗斯境内，以下为该气象站的数据（其中日照数据取自巴黎-奥利机场）：
| 芒德尔莱罗斯 1981年－2019年 | 芒德尔莱罗斯 1981年－2019年 | 芒德尔莱罗斯 1981年－2019年 | 芒德尔莱罗斯 1981年－2019年 | 芒德尔莱罗斯 1981年－2019年 | 芒德尔莱罗斯 1981年－2019年 | 芒德尔莱罗斯 1981年－2019年 | 芒德尔莱罗斯 1981年－2019年 | 芒德尔莱罗斯 1981年－2019年 | 芒德尔莱罗斯 1981年－2019年 | 芒德尔莱罗斯 1981年－2019年 | 芒德尔莱罗斯 1981年－2019年 | 芒德尔莱罗斯 1981年－2019年 | 芒德尔莱罗斯 1981年－2019年 |
| 月份                        | 1月                         | 2月                         | 3月                         | 4月                         | 5月                         | 6月                         | 7月                         | 8月                         | 9月                         | 10月                        | 11月                        | 12月                        | 全年                        |
| --------------------------- | --------------------------- | --------------------------- | --------------------------- | --------------------------- | --------------------------- | --------------------------- | --------------------------- | --------------------------- | --------------------------- | --------------------------- | --------------------------- | --------------------------- | --------------------------- |
| 历史最高温 °C（°F）         | 16.1 (61.0)                 | 21 (70)                     | 25 (77)                     | 29 (84)                     | 33 (91)                     | 38 (100)                    | 39 (102)                    | 40.1 (104.2)                | 35 (95)                     | 29.5 (85.1)                 | 23 (73)                     | 17.3 (63.1)                 | 40.1 (104.2)                |
| 平均高温 °C（°F）           | 7.1 (44.8)                  | 8.6 (47.5)                  | 12.5 (54.5)                 | 15.7 (60.3)                 | 19.8 (67.6)                 | 22.9 (73.2)                 | 25.4 (77.7)                 | 25.5 (77.9)                 | 21.1 (70.0)                 | 16.4 (61.5)                 | 10.4 (50.7)                 | 7 (45)                      | 16 (61)                     |
| 日均气温 °C（°F）           | 4.4 (39.9)                  | 5.2 (41.4)                  | 8.2 (46.8)                  | 10.6 (51.1)                 | 14.7 (58.5)                 | 17.6 (63.7)                 | 19.7 (67.5)                 | 19.7 (67.5)                 | 15.9 (60.6)                 | 12.2 (54.0)                 | 7.3 (45.1)                  | 4.6 (40.3)                  | 11.7 (53.1)                 |
| 平均低温 °C（°F）           | 1.7 (35.1)                  | 1.8 (35.2)                  | 3.9 (39.0)                  | 5.5 (41.9)                  | 9.6 (49.3)                  | 12.2 (54.0)                 | 14.1 (57.4)                 | 13.8 (56.8)                 | 10.7 (51.3)                 | 8 (46)                      | 4.2 (39.6)                  | 2 (36)                      | 7.3 (45.1)                  |
| 历史最低温 °C（°F）         | −16 (3)                     | −13 (9)                     | −10.5 (13.1)                | −3 (27)                     | 0.5 (32.9)                  | 1.8 (35.2)                  | 6.1 (43.0)                  | 6 (43)                      | 1 (34)                      | −3.8 (25.2)                 | −10.4 (13.3)                | −10.3 (13.5)                | −16 (3)                     |
| 平均降水量 mm（）           | 54.2 (2.13)                 | 49.6 (1.95)                 | 48.3 (1.90)                 | 56.6 (2.23)                 | 56 (2.2)                    | 44.1 (1.74)                 | 63.2 (2.49)                 | 55.2 (2.17)                 | 52.9 (2.08)                 | 56.9 (2.24)                 | 55.9 (2.20)                 | 64.1 (2.52)                 | 657 (25.9)                  |
| 月均日照時數                | 43.4                        | 66.3                        | 162.6                       | 172.4                       | 165.4                       | 176.6                       | 232.1                       | 220.4                       | 193.9                       | 131.9                       | 49.1                        | 55.3                        | 1,669.4                     |
| 来源：infoclimat.fr         |                             |                             |                             |                             |                             |                             |                             |                             |                             |                             |                             |                             |                             |

## 行政区划
布吕努瓦的市镇编号为91114，邮政编号为91800。
在行政管理方面，布吕努瓦隶属于法国法兰西岛大区埃松省埃夫里区；在地方选举方面，布吕努瓦隶属于埃皮奈苏塞纳尔县和耶尔县，其市镇范围全境被划入埃松省第八选区；在社会管理方面，布吕努瓦是耶尔河谷-塞纳河谷城市圈公共社区的办公驻地。
布吕努瓦的上马尔代勒（Les Hautes Mardelles）街区为城市政策优先街区。
法国国家统计与经济研究所（简称）在进行数据统计时，将布吕努瓦及相邻的另外411个市镇设为巴黎城市核心区，并将包括核心区在内的周边共1,794个市镇划为巴黎城市区。自2020年起，巴黎城市区被包含1,929个市镇的巴黎城市辐射区代替。此外，还将布吕努瓦市镇分为了5个“块区”（IRIS），以便于统计人口分布情况。

## 交通

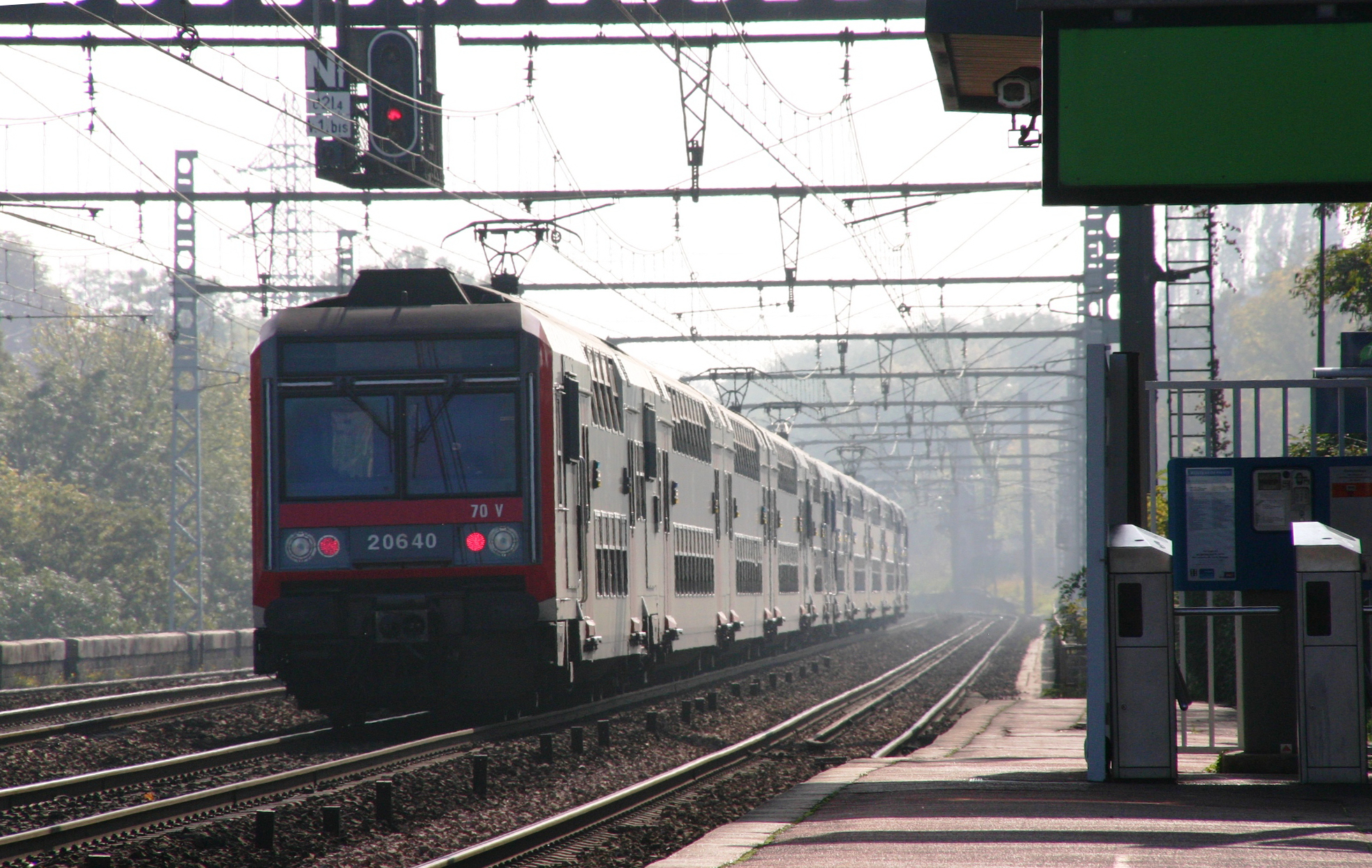
途径布吕努瓦的一辆区域列车

### 公路
法国国道N6线经过布吕努瓦市区西南部，此外多条埃松省省道在布吕努瓦境内交汇。当地大部分道路已完成城市化改造，配套有照明、排水、人行道等设施。
|  | 9 |

| 23 | 16 |

| 埃夫里-库尔库罗讷 | 19 |

| 布里孔特罗贝尔 | 10 |

| 克雷泰伊 | 12 |

| 圣乔治新城 | 7 |

| 默伦 | 26 |

| 孔布城 | 8 |

2019年，75.7%的布吕努瓦家庭拥有至少一辆私人汽车。2019年，布吕努瓦境内共发生各类交通事故19起，造成19人受伤，其中6人重伤。

### 铁路
布吕努瓦位于巴黎－马赛铁路上。布吕努瓦站位于市区中北部，停靠法兰西岛大区快铁D线。

### 航空
距离布吕努瓦最近的民用航空站为巴黎-奥利机场，距离布吕努瓦市中心的公路里程约18公里。

### 城市公共交通
布吕努瓦是法兰西岛公共交通网的组成部分，法兰西岛大区快铁D线、七条普通公交线路和一条夜间巴士经过布吕努瓦市镇范围内。
| 途经布吕努瓦境内的主要公共交通线路 |                                                     | |
| 类型                               | 运营商                                              | 线路 |
| 快铁                               |                                                     | ：克雷伊站 ↔ 圣但尼站 ↔ 巴黎北站 ↔ 沙特雷站 ↔ 巴黎里昂车站 ↔ 克雷泰伊蓬皮杜站 ↔ 圣乔治新城站 ↔ 布吕努瓦站 ↔ 默伦站 |
| 公共汽车                           | Val d'Yerres Val de Seine 耶尔河谷-塞纳河谷公交路网 | A：金字塔 ↔ 蒙热龙街 ↔ 圣皮埃尔富列 ↔ 巴斯德环岛 ↔ 蒙热龙市政府 ↔ 教堂 ↔ 晨醒 ↔ 快铁圣乔治新城站 ↔ 雷诺工厂 ↔ 青旅 ↔ TVM桥 C：让-保罗·萨特尔 ↔ 埃皮奈苏塞纳尔市政厅 ↔ 塔尔马 ↔ 布吕努瓦火车站 ↔ 花谷/阿尔贝·卡缪 ↔ 耶尔河街 ↔ 狂欢 ↔ 莱塞纳尔游泳池 ↔ 内拉克 ↔ 布西圣安托万火车站 D：快铁布吕努瓦站 （区域环线，经蒙热龙街） E：布吕努瓦火车站 ↔ 小城堡 ↔ 罗盘 ↔ 蒙热龙市政厅 ↔ 蒙热龙火车站 ↔ 勒蒙特吕 ↔ 圣乔治新城中心医院 M：布吕努瓦火车站 ↔ 雷韦永街 ↔ 三橡树 ↔ 花谷 ↔ 阿基坦 ↔ 弗朗什-孔泰/亨利·迪南 ↔ 瓦格拉姆王子 ↔ 佩尔德里工业区 X：塞尔东树林 ↔ 萨尔瓦多·阿朗德 ↔ 耶尔市政厅 ↔ 路易·阿尔芒高级中学 ↔ 耶尔火车站 ↔ 卡诺街 ↔ 小城堡 ↔ 塔尔马 ↔ 埃皮奈苏塞纳尔市政厅 ↔ 平原 ↔ 莱塞纳尔游泳池 ↔ 布西圣安托万市政厅 ↔ 比泽 ↔ 布西圣安托万火车站 |
| 公共汽车                           | Transdev STRAV 旅客汽车公交路网                     | B：布吕努瓦火车站 ↔ 市政厅 ↔ 杨柳 ↔ 圣乔治新城中心医院 ↔ 耶尔桥-天文台 ↔ 快铁圣乔治新城站 ↔ 蓬帕杜 ↔ 克雷泰伊省府 ↔ 克雷泰伊-莱沙 |
| 公共汽车                           | (N)                                                 | N134：巴黎-里昂火车站 ↔ 迈松阿尔福 ↔ 瓦朗通 ↔ 圣乔治新城 ↔ 蒙热龙 ↔ 耶尔 ↔ 小城堡 ↔ 快铁布吕努瓦站 ↔ 塔尔马 ↔ 平原 ↔ 莱塞纳尔游泳池 ↔ 布西圣安托万火车站 ↔ 坎西苏塞纳尔市政厅 ↔ 孔布城-坎西站 |
| 1. 2.                              |                                                     | |

## 政治

### 市政内阁

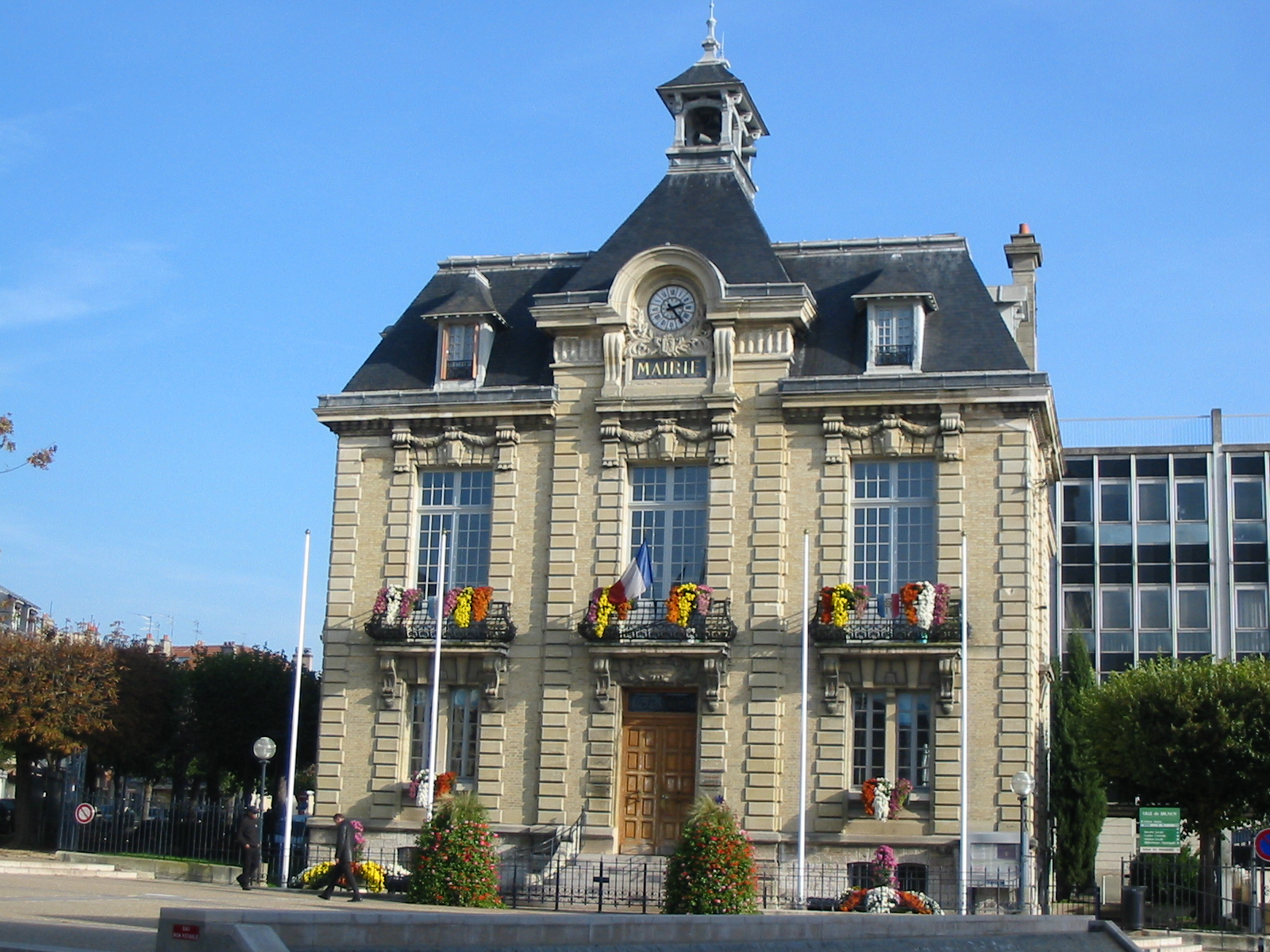
布吕努瓦市政厅

布吕努瓦的现任市长为布吕诺·加利埃先生（Bruno GALLIER），他是共和党的一名成员，在2020年的市政选举中获得了55.99%的支持率。
| 布吕努瓦历届市长 | 布吕努瓦历届市长              | 布吕努瓦历届市长                 |
| 任期             | 市长                          | 党派                             |
| ---------------- | ----------------------------- | -------------------------------- |
| 1944年－1945年   | Henri DEVARENNE 亨利·德瓦雷纳 | 不详                             |
| 1945年－1947年   | Jean DOINEL 让·杜瓦内尔       | 不详                             |
| 1947年－1977年   | Pierre PROST 皮埃尔·普罗斯特  | DVD右翼无党派人士                |
| 1977年－2012年   | Laurent BÉTEILLE 洛朗·贝泰耶  | RPR保衛共和聯盟 →UMP人民运动联盟 |
| 2012年－         | Bruno GALLIER 布吕诺·加利埃   | UMP人民运动联盟 →LR共和黨        |

### 各级选举
| 布吕努瓦历届投票选举结果 | 布吕努瓦历届投票选举结果 | 布吕努瓦历届投票选举结果      | 布吕努瓦历届投票选举结果 | 布吕努瓦历届投票选举结果      | 布吕努瓦历届投票选举结果 | 布吕努瓦历届投票选举结果 | 布吕努瓦历届投票选举结果      | 布吕努瓦历届投票选举结果 | 布吕努瓦历届投票选举结果 |
| 选举项目                 | 选举范围                 | 选区单位                      | 选区单位内的选举结果     | 选区单位内的选举结果          | 选区单位内的选举结果     | 选区单位内的选举结果     | 选区单位内的选举结果          | 选区单位内的选举结果     | 参考资料                 |
| 选举项目                 | 选举范围                 | 选区单位                      | 第一轮胜出者             | 第一轮胜出者                  | 支持率                   | 第二轮胜出者             | 第二轮胜出者                  | 支持率                   | 参考资料                 |
| ------------------------ | ------------------------ | ----------------------------- | ------------------------ | ----------------------------- | ------------------------ | ------------------------ | ----------------------------- | ------------------------ | ------------------------ |
| 2017年法國總統選舉       | 法國                     | 市镇                          |                          | 埃马纽埃尔·马克龙             | 25.7%                    |                          | 埃马纽埃尔·马克龙             | 74.58%                   | [ 22 ]                   |
| 2017年法国立法选举       | 埃松省第八选区           | 市镇                          |                          | 安托万·帕瓦马尼               | 39.34%                   |                          | 安托万·帕瓦马尼               | 53%                      | [ 22 ]                   |
| 2019年欧洲议会选举       | 法國                     | 市镇                          |                          | 娜塔莉·卢瓦索                 | 24.75%                   | （不适用）               | （不适用）                    | （不适用）               | [ 24 ]                   |
| 2021年法国省级选举       | 埃松省                   | 埃皮奈苏塞纳尔县              |                          | 达米安·阿卢克 阿妮克·迪施贝因 | 43.81%                   |                          | 达米安·阿卢克 阿妮克·迪施贝因 | 50.04%                   | [ 25 ]                   |
| 2021年法国省级选举       | 埃松省                   | 市镇 （埃皮奈苏塞纳尔县部分） |                          | 卡罗莉娜·布里约 里亚德·哈蒂克 | 50.22%                   |                          | 卡罗莉娜·布里约 里亚德·哈蒂克 | 68.94%                   | [ 25 ]                   |
| 2021年法国省级选举       | 埃松省                   | 耶尔县                        |                          | 奥利维耶·克洛东 马尔蒂娜·叙罗 | 59.9%                    |                          | 奥利维耶·克洛东 马尔蒂娜·叙罗 | 69.65%                   | [ 25 ]                   |
| 2021年法国省级选举       | 埃松省                   | 市镇 （耶尔县部分）           |                          | 奥利维耶·克洛东 马尔蒂娜·叙罗 | 47.5%                    |                          | 奥利维耶·克洛东 马尔蒂娜·叙罗 | 60.44%                   | [ 25 ]                   |
| 2021年法国大区选举       | 法蘭西島大區             | 市镇                          |                          | 瓦莱丽·佩克雷斯               | 38.41%                   |                          | 瓦莱丽·佩克雷斯               | 48.56%                   | [ 26 ]                   |
| 2022年法国总统选举       | 法國                     | 市镇                          |                          | 埃马纽埃尔·马克龙             | 30.29%                   |                          | 埃马纽埃尔·马克龙             | 70.03%                   | [ 22 ]                   |
| 2022年法国立法选举       | 埃松省第八选区           | 市镇                          |                          | 尼古拉·杜邦-艾尼昂            | 28.45%                   |                          | 尼古拉·杜邦-艾尼昂            | 59.09%                   | [ 22 ]                   |

## 人口
2019年，布吕努瓦市镇人口数量为25,330，在法国排名第355位。其中男性12,272人，女性13,058人，75岁及以上人口占7.8%，外籍人口数量为2,646人，人口密度为3,826人/平方公里，当地居民被称为（男性）或（女性）。2020年，布吕努瓦境内出生312人，死亡人口238人。
| 布吕努瓦1901年－2019年人口变化情况 |
|                                    |
| 数据来源：Cassini、INSEE           |

## 经济

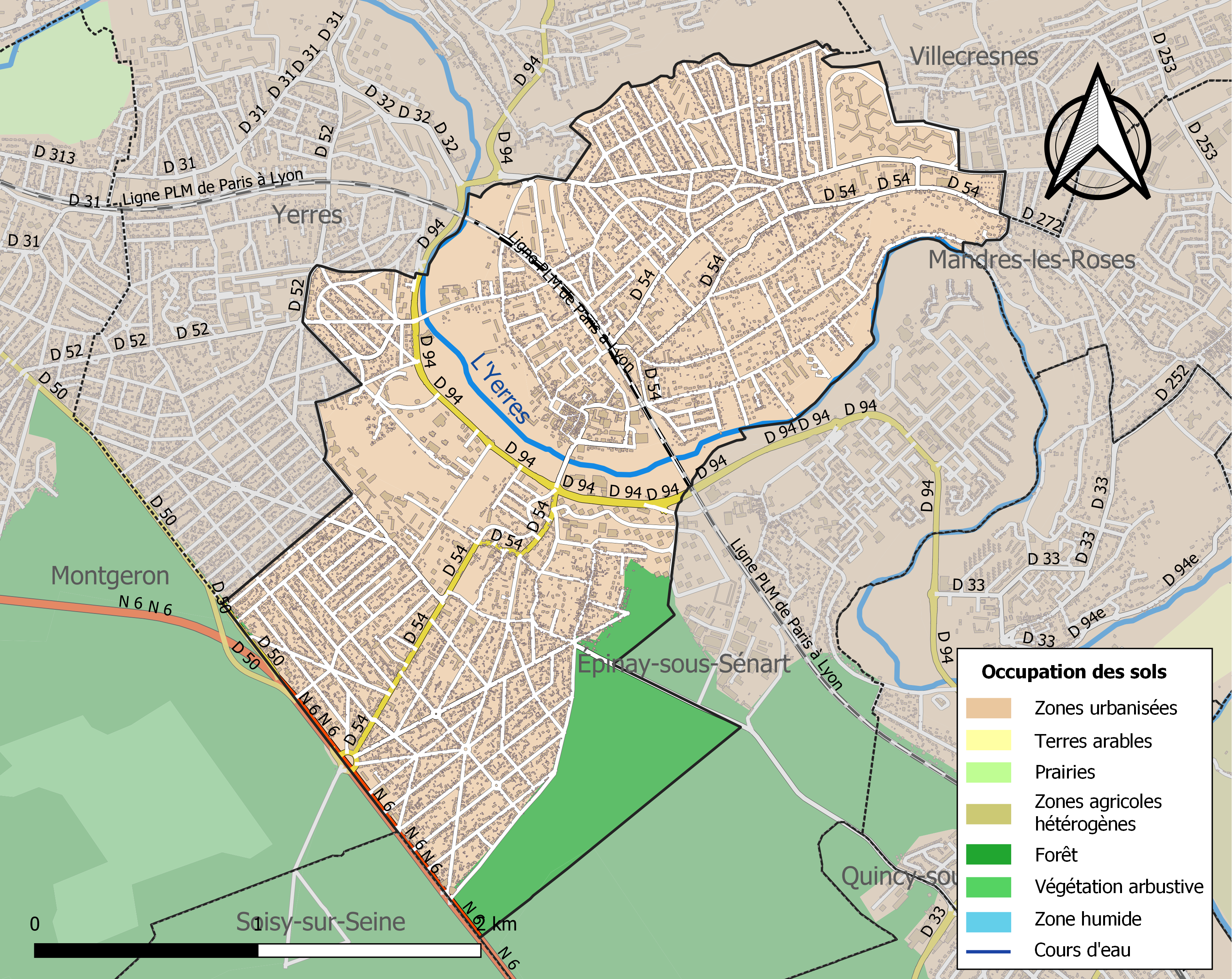
布吕努瓦土地利用情况地图

布吕努瓦是巴黎的一个郊区卫星城。截止2022年10月，布吕努瓦市镇范围内共有各类用人单位（包含自雇）3,354家，平均历史为13年，其中96.06%为中小型企业（PME），2022年8月至10月间，当地的经济活力指数为0.66%。（肉制品加工）、（肉制品）及（肉制品）是当地2021年营业额最高的三个企业，分别为25,369,184欧元、4,339,821欧元和4,231,137欧元。

## 财政与居民收入
2020年，布吕努瓦的财政收入总额为30,689,400欧元，财政支出总额为28,049,100欧元，当年的债务总额为27,900,600欧元。2021年，布吕努瓦市镇共获得4,037,093欧元的国家财政补助，比上一年减少了1.88%。
2020年，布吕努瓦的人均月收入总额为2,920欧元，其中高级职员为4,496欧元，高于法国平均水平（4,230欧元）；中级职员为2,639欧元，高于法国平均水平（2,411欧元）；普通职员为1,923欧元，亦高于法国平均水平（1,740欧元）。
2019年，布吕努瓦境内的青壮年（15至64岁）失业率为9.1%，当地62.4%的家庭拥有纳税资格，平均纳税4,959欧元，高于法国平均水平（3,910欧元）。

## 社会事务

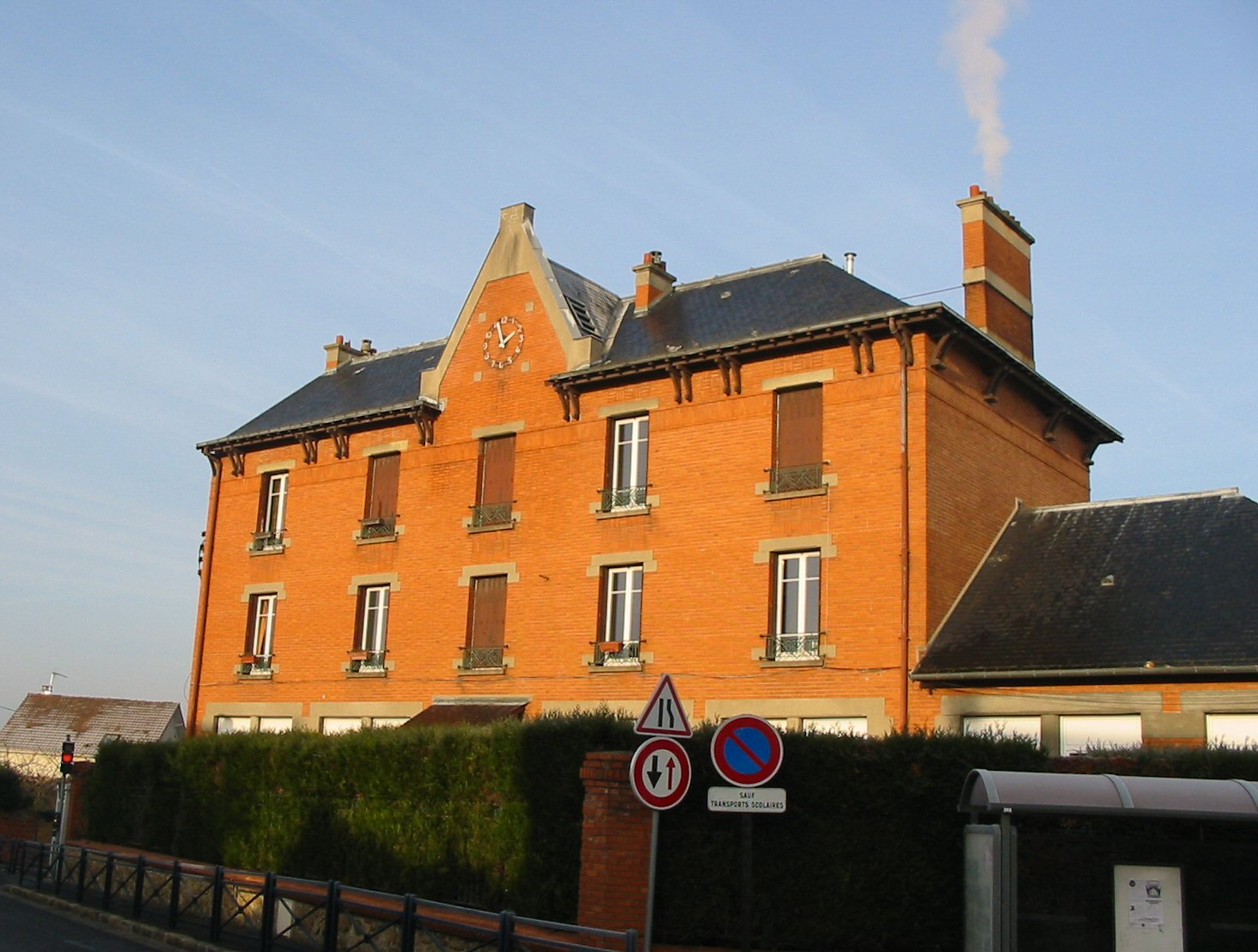
布吕努瓦的一所学校

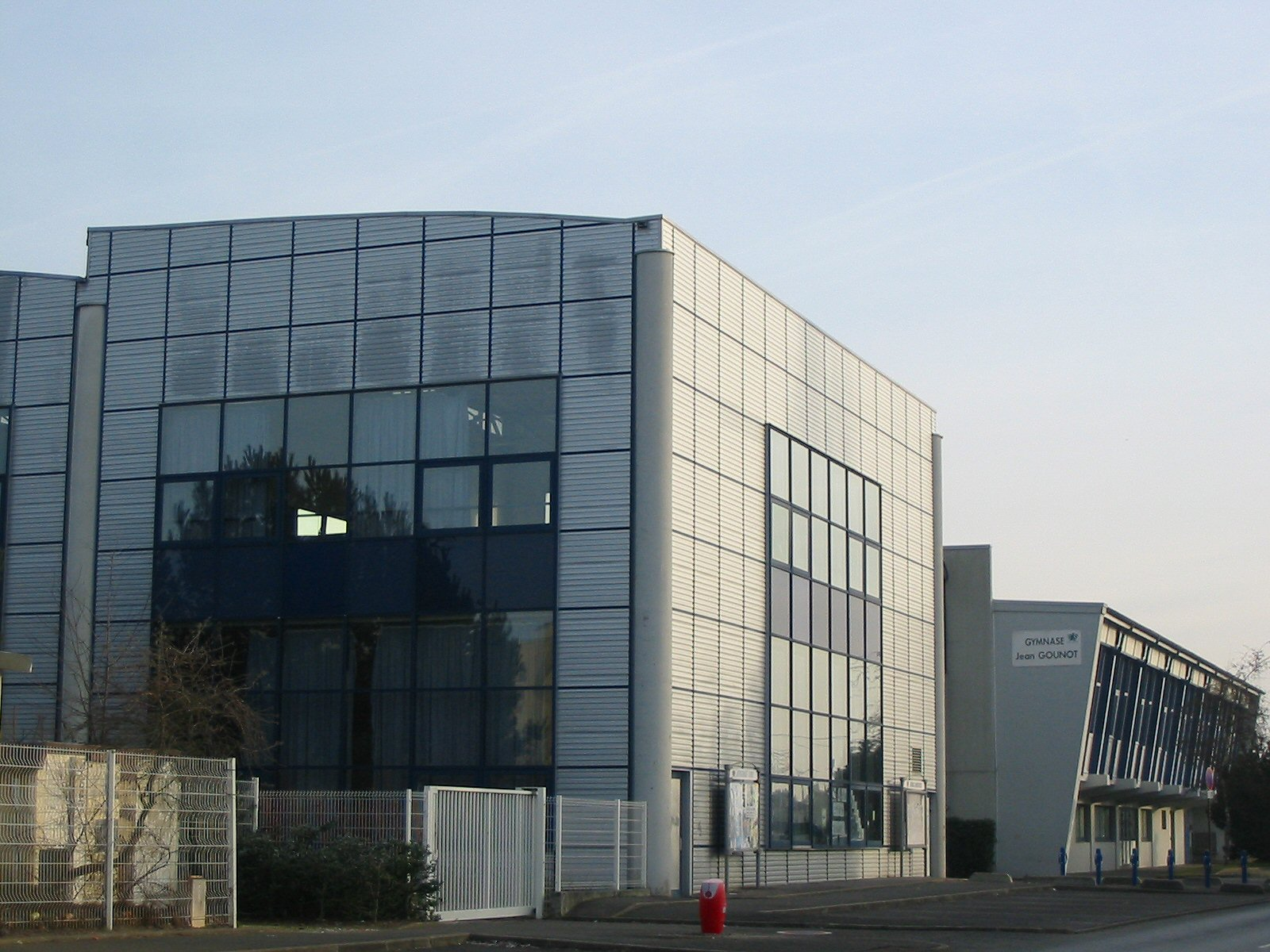
让·古诺体育馆

### 教育
布吕努瓦属于凡尔赛学区。截止2021年1月1日，布吕努瓦境内共有8所幼儿园、8所小学、3所初级中学和2所普通高中。2018至2019学年度，布吕努瓦境内共有在校中等教育阶段学生4,480名。

### 医疗
截止2021年1月1日，布吕努瓦境内共有全科医生16名、保健师18名、牙医18名、护士23名、耳科医生2名、眼科医生2名、皮肤科医生4名、助产士2名和妇科医生2名。境内共有药房6家、残疾人帮扶中心3家。
距离布吕努瓦最近的区域性医疗机构为圣乔治新城市际中心医院（Centre Hospitalier Intercommunal de Villeneuve-Saint-Georges），其主病区位于克罗讷与圣乔治新城交界处，距离布吕努瓦市区的正常车程大约14分钟，该院设有床位472个，是当地规模最大的公立综合性医院。
布吕努瓦花园诊疗中心（Clinique les Jardins de Brunoy）是当地的一家私立医疗机构。

### 住房
2019年，布吕努瓦境内共有各类住房11,365套，其中48.7%为独立式居民区，50.6%为集中式居民区。常住房屋占布吕努瓦市镇范围内居民建筑总量的93.1%。
在住房保障政策方面，2021年，布吕努瓦境内共有1,497户家庭获得了住房经济补助，受益人数占总人口数量的5.9%，其中1,437份为房租补助。

### 商业
2021年，布吕努瓦境内共有各类实体商铺411家，其中餐厅57家、大型超市1家、杂货店7家、面包房11家、肉铺8家、书店1家、装饰品店1家、银行门店7家、美容美发店28家、汽车维修店24家。市中心建有家乐福和Monoprix购物超市。

### 体育
2021年，布吕努瓦境内共有1家游泳池、4间体育馆、1座综合体育场、12处网球场、2处足球或橄榄球场以及4处篮球或排球场。
截至2022年10月，布吕努瓦境内共有两家注册足球俱乐部。布吕努瓦足球俱乐部（Football Club Brunoy，编号500162）是当地的代表性足球队，成立于1919年，其主队2022至2023赛季参加埃松省足球联赛乙组（法国第十级别），其主场为帕尔费·勒布尔球场（Stade Parfait Lebourg）。

### 环境
布吕努瓦的环境事务由其所属的耶尔河谷-塞纳河谷城市圈公共社区联合各级政府协调负责。2021年，布吕努瓦境内共有1家污染企业。

### 治安
2021年，布吕努瓦市镇范围内共有1处派出所。
布吕努瓦及其附近的共10个市镇是蒙热龙警区（zone police de Montgeron）的管辖范围。2020年，该警区累计记录各类案件3,265起，其中盗窃类案件1,791起，经济类案件273起，毒品交易类案件246起。

## 文化
2021年，布吕努瓦境内共有1家剧场和2家博物馆。布吕努瓦市政府提供多媒体中心，每周二至六向公众开放。

### 建筑
布吕努瓦境内有多处历史建筑，其中法国国家文物保护单位包括圣梅达尔教堂、布吕努瓦方碑等。

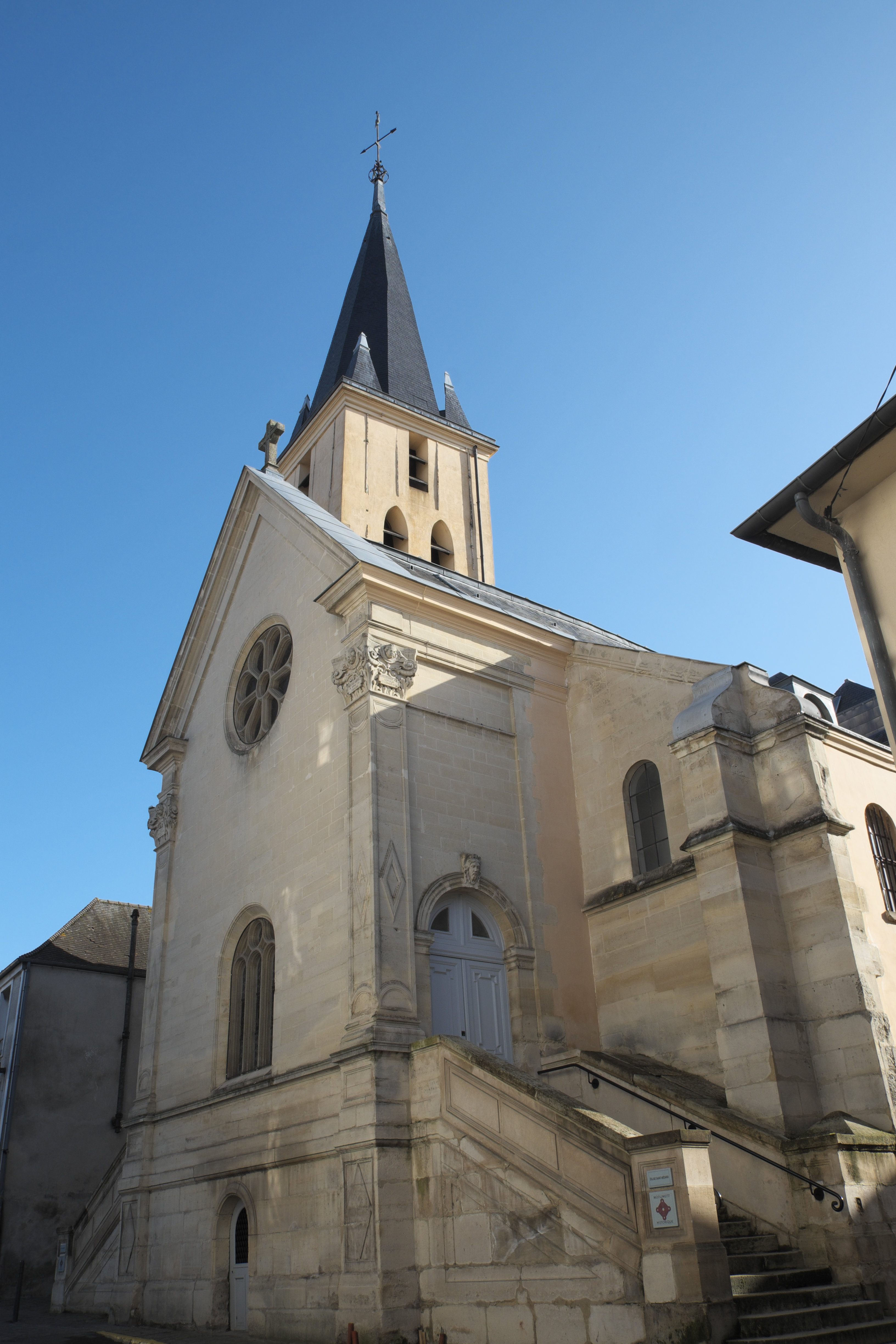
圣梅达尔教堂（法语：Église Saint-Médard de Brunoy）
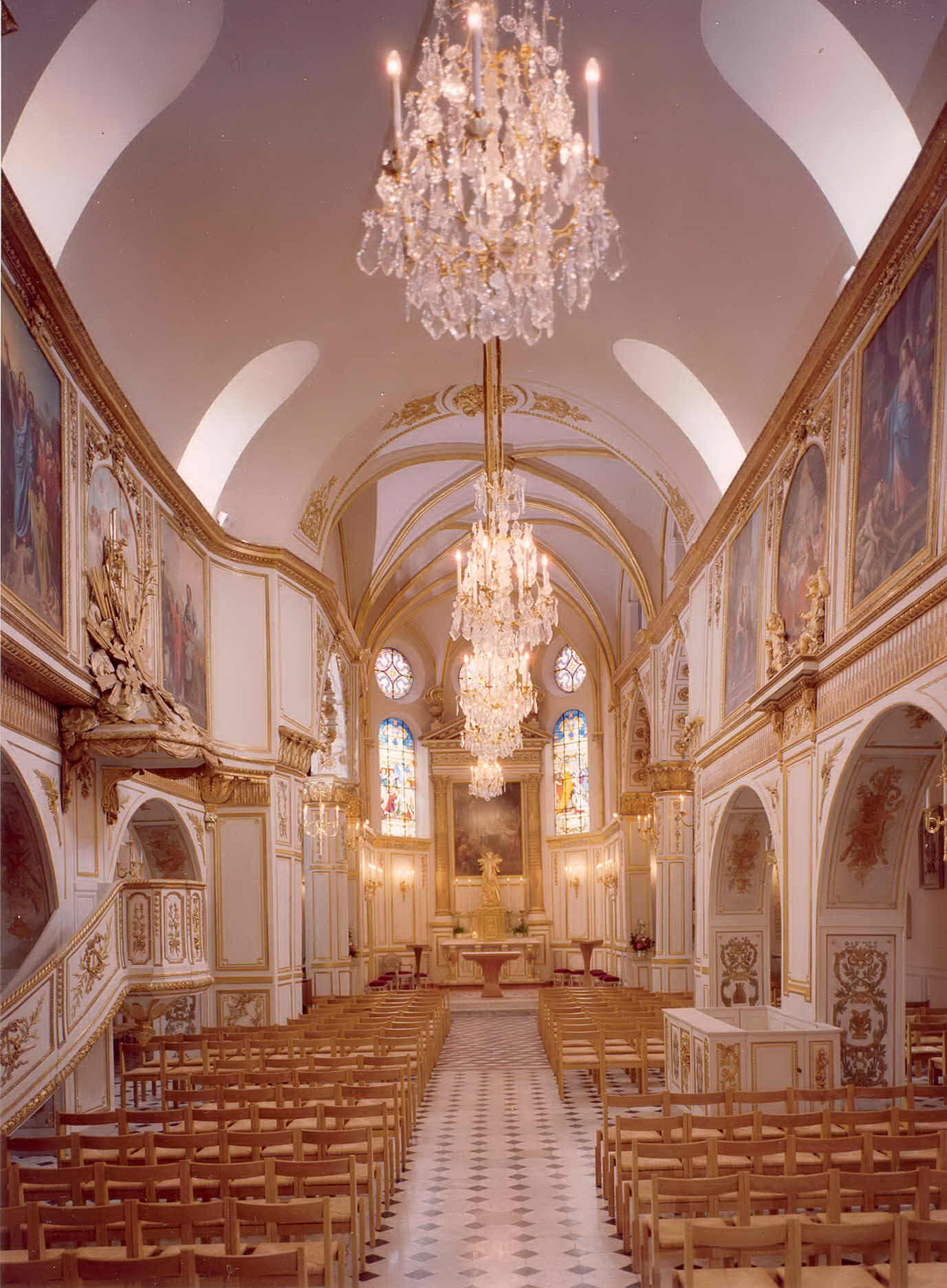
教堂大厅
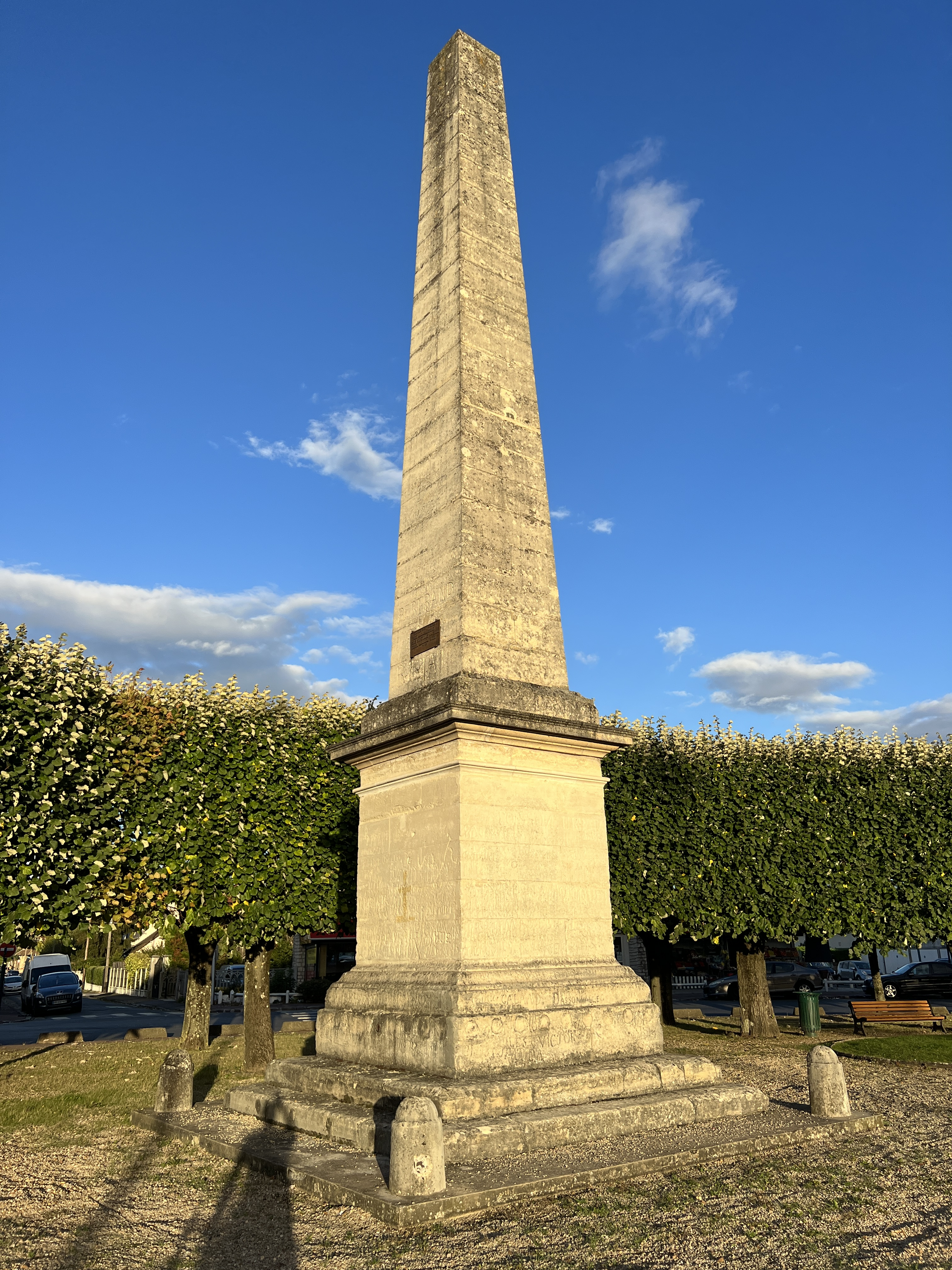
布吕努瓦方碑（法语：Obélisque de Brunoy）
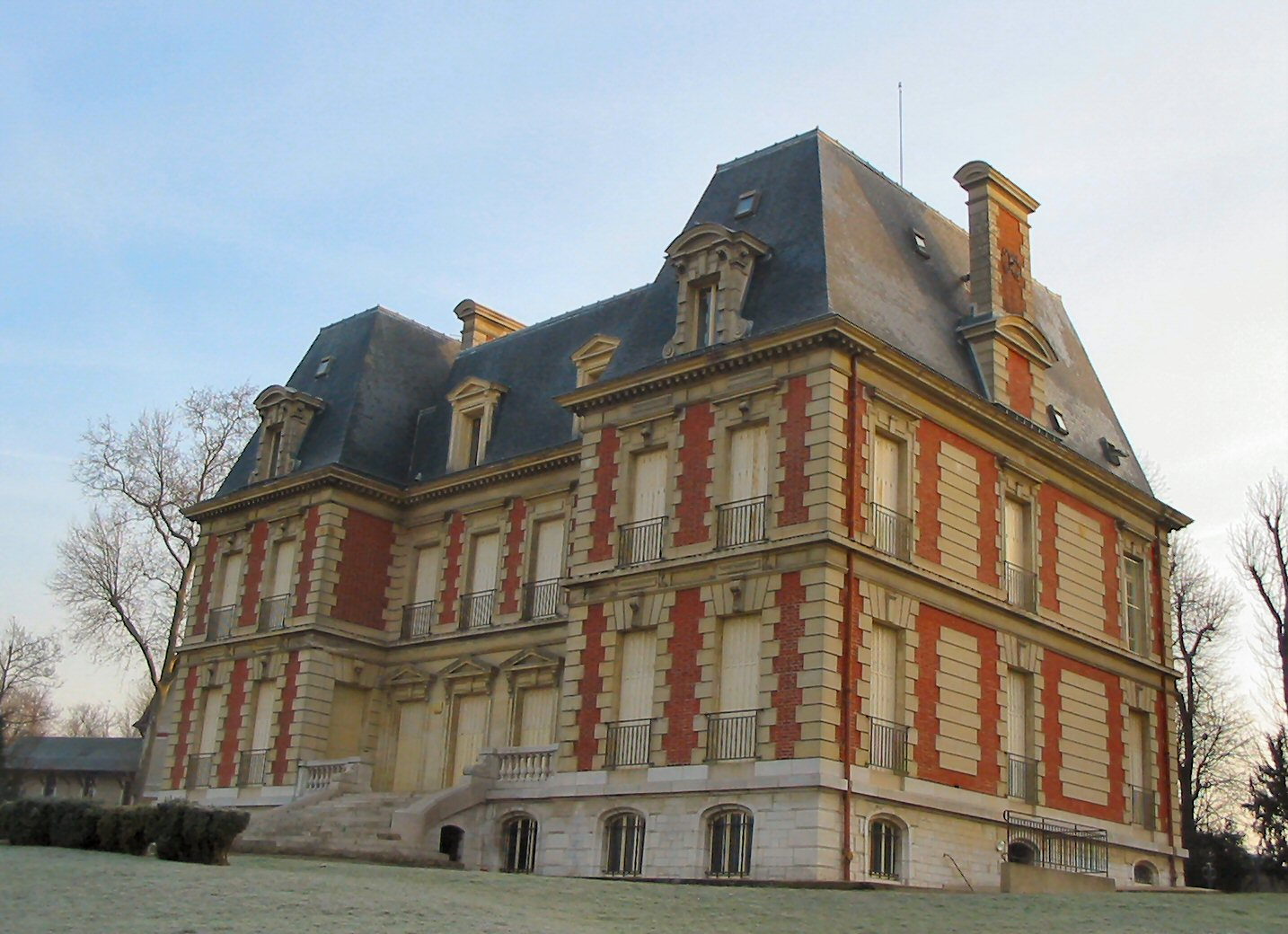
雷韦永城堡 （现为市政文化中心）
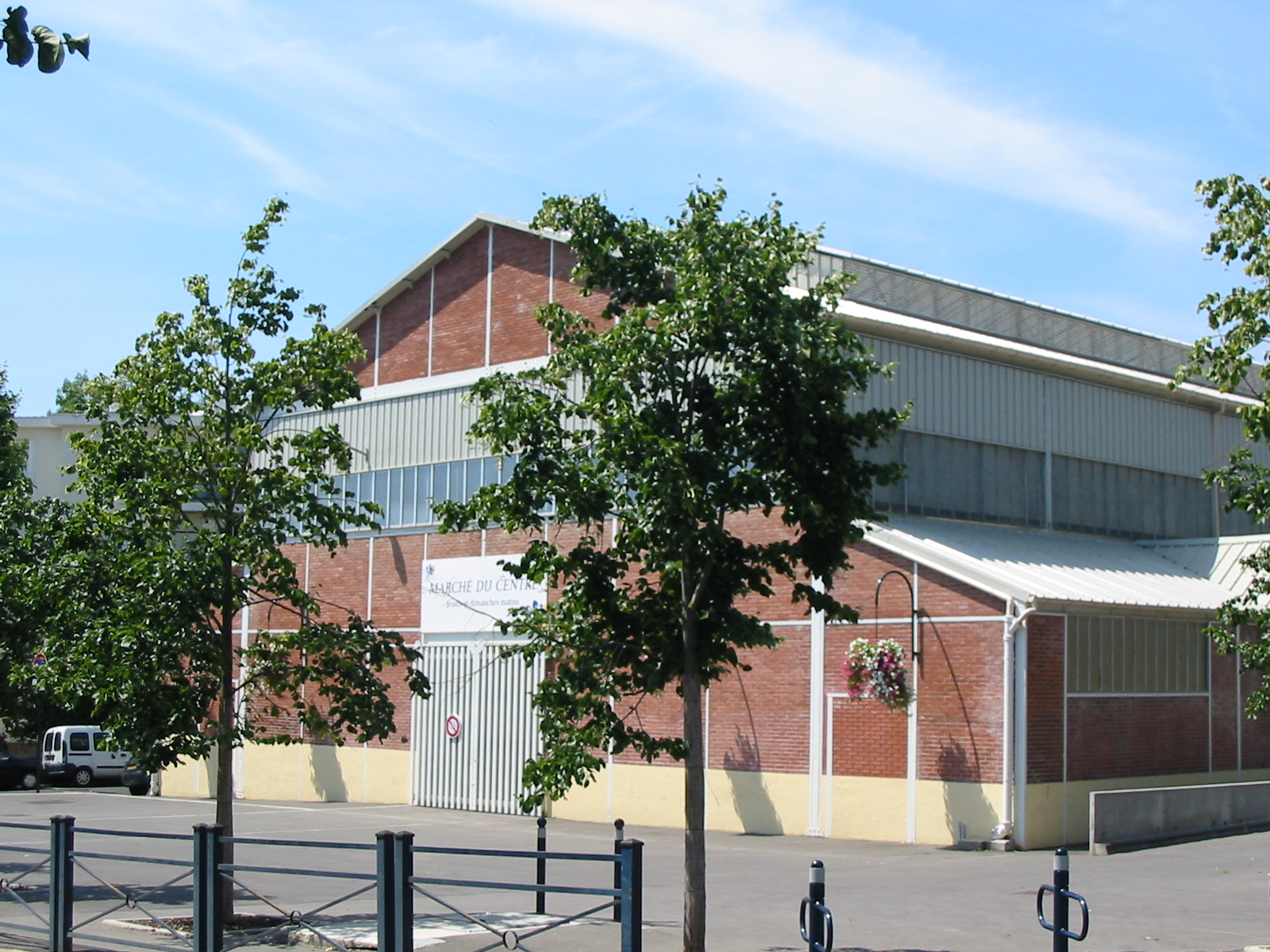
集市大堂
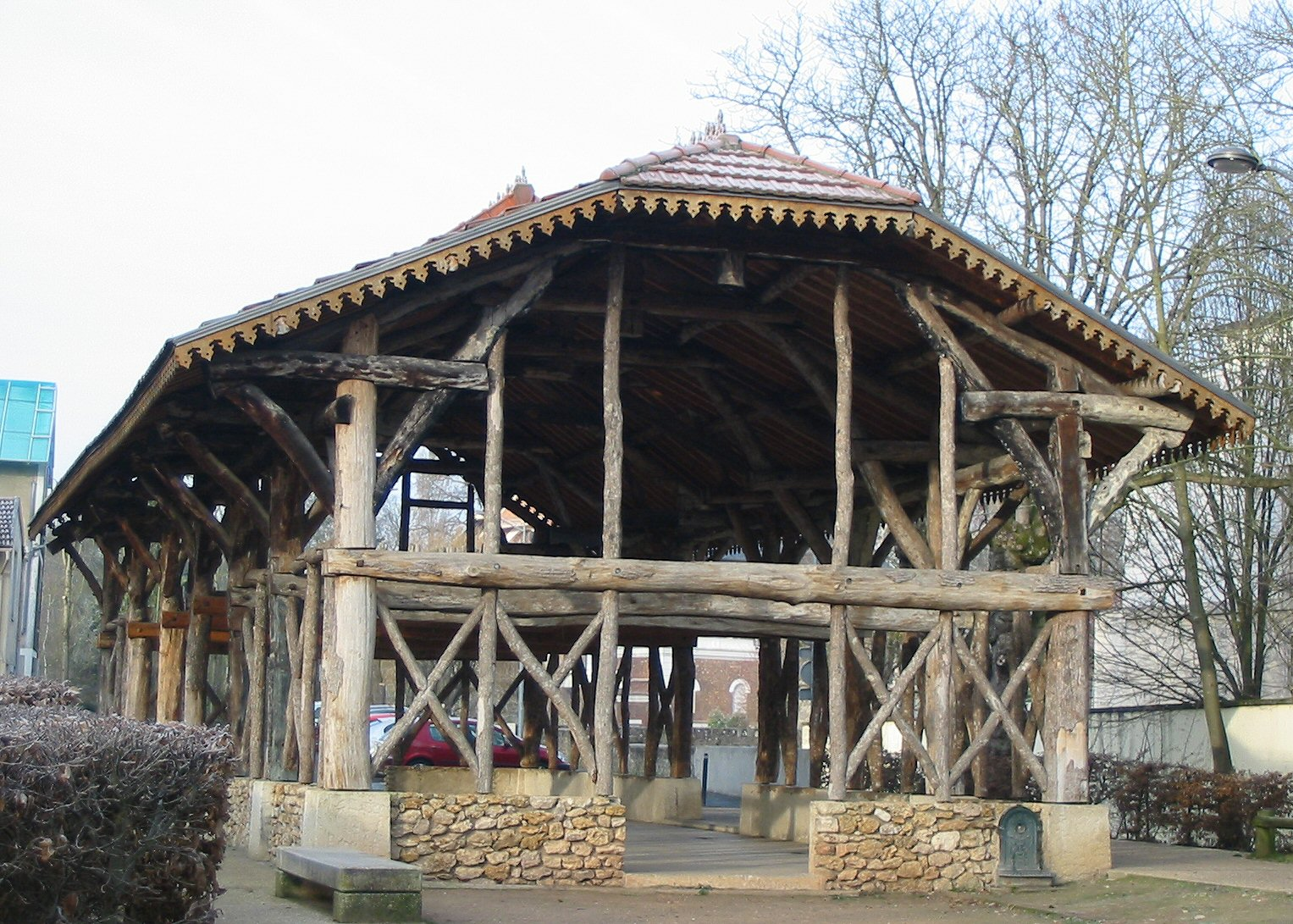
粮仓
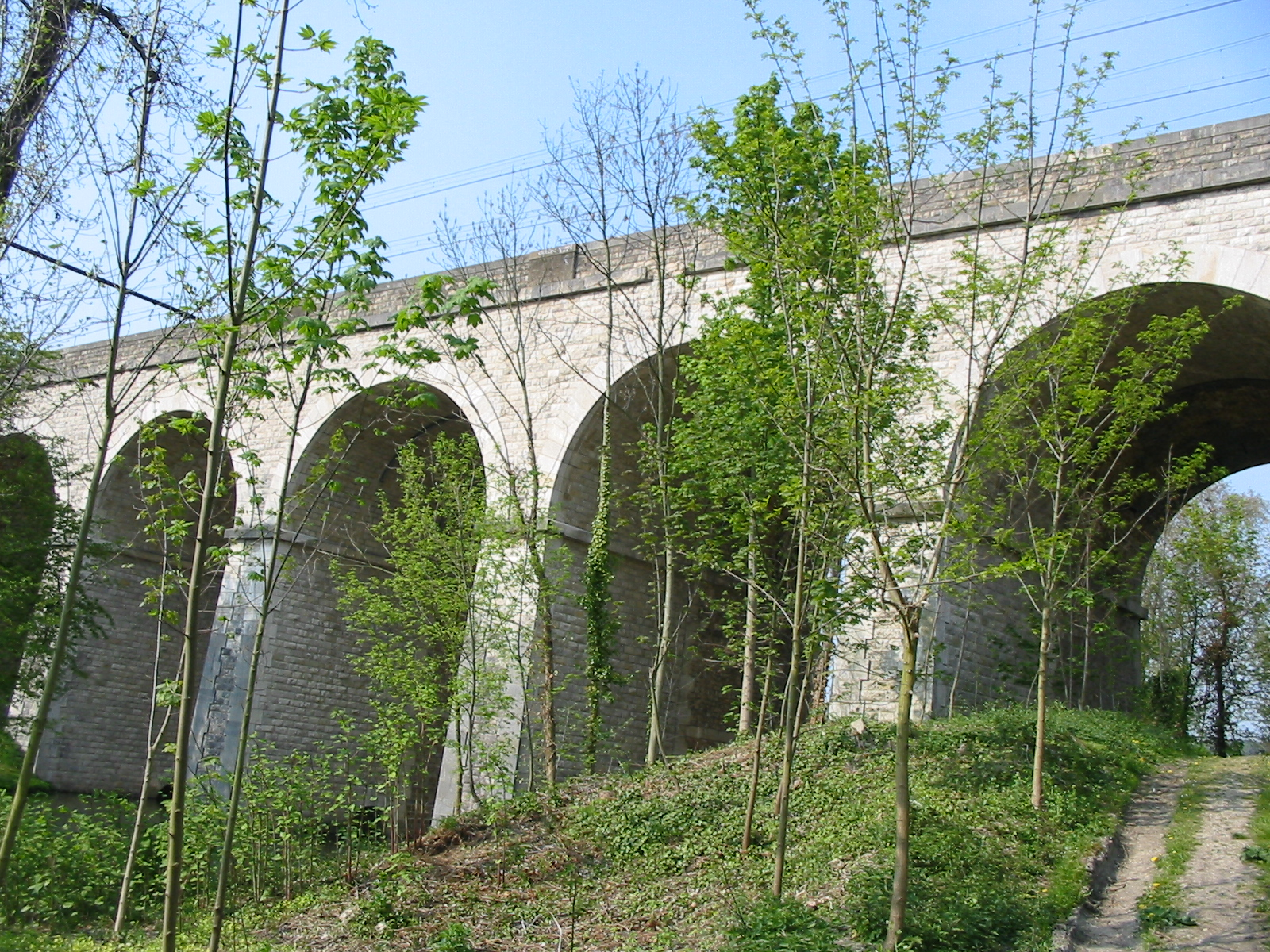
高架桥
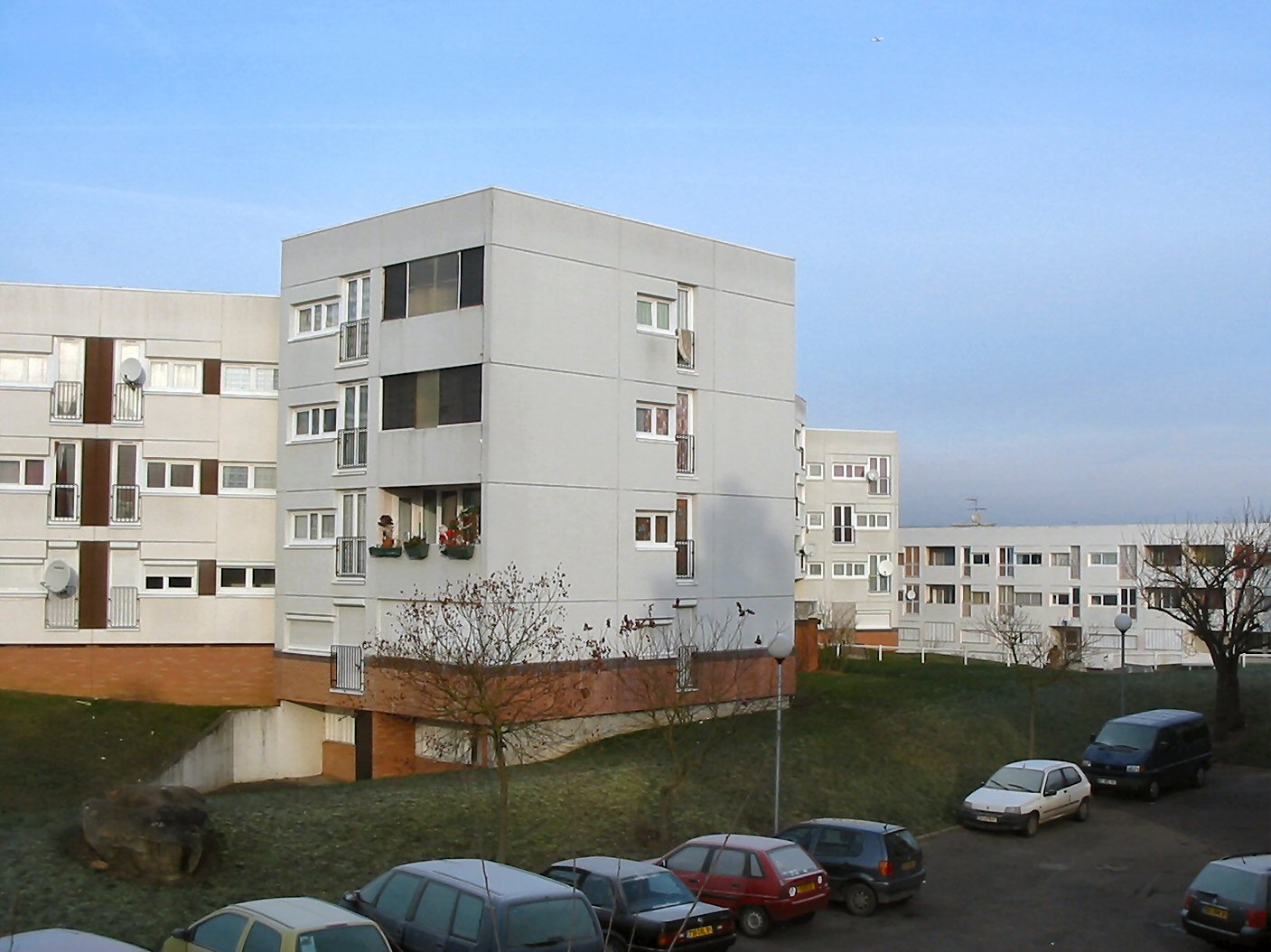
现代民居

### 旅游
布吕努瓦的旅游事务由其所属的耶尔河谷-塞纳河谷城市圈公共社区负责。2022年，布吕努瓦境内暂无任何游客接待设施。

### 媒体
法国主要的媒体均可在布吕努瓦接收，法国电视三台下属的法兰西岛大区频道在部分时段播出布吕努瓦所属的埃松省的地方新闻。《巴黎人报》、蓝色法兰西巴黎广播、BFM电视台法兰西岛频道等是当地主要的地方性媒体。

## 相关人物
法国演员米歇尔·塞罗、马术运动员米歇尔·罗什和政治家弗朗索瓦·拉米出生于布吕努瓦。
法国田径运动员让·古诺在逝世后安葬于布吕努瓦公墓。

## 友好城市
截至2022年10月，布吕努瓦共与三座城市互为友好城市关系：
- 德国 维特利希
- 英格兰 赖盖特和班斯特德（英语：Reigate and Banstead）
- 葡萄牙 埃斯皮尼纽